# Chromonephthea slieringsi
Chromonephthea slieringsi is een zachte koraalsoort uit de familie Nephtheidae. De koraalsoort komt uit het geslacht Chromonephthea. Chromonephthea slieringsi werd in 2005 voor het eerst wetenschappelijk beschreven door van Ofwegen. 